# 142P/Ge-Wang
La comète Ge-Wang, officiellement 142P/Ge-Wang, est une comète périodique du système solaire, découverte le 23 mai 1988 par Ge Yongljang et Wang Qi.